# انتخابات ۲۰۲۳ ترکیه
انتخابات ریاست جمهوری ترکیه در ماه مه ۲۰۲۳ همزمان با انتخابات پارلمانی در راستای تعیین رئیس‌جمهور برای یک دوره پنج ساله برگزار شد. این اولین باری است که انتخابات ریاست جمهوری ترکیه به دور دوم کشیده می‌شود.
این انتخابات ابتدا قرار بود در ۱۸ ژوئن برگزار شود، اما دولت برای جلوگیری از همزمانی با امتحانات دانشگاه، حج و شروع تعطیلات تابستانی، آن را یک ماه به جلو برد. تخمین زده می‌شود که در مجموع ۶۴ میلیون نفر حق رأی دادن در انتخابات را داشتند، ۶۰٫۹ میلیون در ترکیه و ۳٫۲ میلیون در خارج از کشور.
اردوغان، رئیس‌جمهور کنونی حزب عدالت و توسعه (AK Party) برای انتخاب مجدد به عنوان نامزد مشترک ائتلاف خلق، که شامل حزب حرکت ملی (MHP) و دو حزب کوچک‌تر دیگر است، شرکت کرد. اتحاد ملت، متشکل از شش حزب مخالف از جمله حزب اصلی اپوزیسیون حزب جمهوری خلق (CHP)، کمال قلیچ‌داراوغلو رهبر حزب جمهوری خلق را به عنوان نامزد ریاست جمهوری معرفی کرد. حزب سبزها و آینده چپ (YSGP)، ائتلاف کار و آزادی طرفدار از قلیچ‌داراوغلو حمایت کردند، هرچند که به ائتلاف نپیوستند. دو نامزد کوچک دیگر، یعنی محرم اینجه، رهبر حزب میهن و سنان اوغان، نامزد ضد مهاجرت ائتلاف اجدادی نیز به ۱۰۰۰۰۰ امضای لازم برای شرکت دست یافتند. با این حال، سه روز قبل از انتخابات، اینجه با استناد به تهمت‌ها و کمپین‌های متوالی تهمت‌زنی و بدنامی علیه او توسط نامزدهای رقیب، از انتخابات کناره‌گیری کرد.
موضوعات اصلی مبارزات انتخاباتی حول محور زلزله مرگبار فوریه ۲۰۲۳ ترکیه-سوریه بود که بیش از ۵۰۰۰۰ کشته برجای گذاشت و احتمال تأخیر در تاریخ انتخابات را نیز مطرح کرد. دولت به دلیل واکنش کندش به زلزله و گذشت کردن از ساخت و سازها مورد انتقاد قرار گرفت چرا که منتقدان باور داشتند که این گذشت کردن سبب گردیده ساختمان‌ها آسیب‌پذیرتر ساخته شوند. همچنین مسئله اقتصاد ترکیه به دلیل افزایش شدید هزینه‌های زندگی برجسته شد. در اکثر نظرسنجی‌ها، رای‌دهندگان اقتصاد را به عنوان حوزه اصلی نگرانی خود معرفی کردند.
در دور اول، اردوغان و اوغان به ترتیب به میزان ۴۹٫۵ و ۵٫۲ درصد آرا را کسب کردند. در همین حال، قلیچداراوغلو ۴۴٫۹ درصد را از آن خود کرد، در حالی که محرم اینجه (که با وجود کناره‌گیری از انتخابات نامش بر صندوق‌های انتخابات باقی ماند) ۰٫۴ درصد را کسب کرد. از آنجایی که میزان آرای اردوغان ۰٫۵ درصد کمتر از پیروزی کامل بود، او و قلیچ‌داراوغلو در دور دوم انتخابات در ۲۸ می با هم رقابت کردند. اوغان از اردوغان حمایت کرد و باعث انشعاب با اتحاد اجدادی شد، در همین حال رهبر حزب پیروزی، اومیت اوزداغ - رهبر بزرگ‌ترین حزب اتحاد - نیز از قلیچداراوغلو حمایت کرد.

## زمینه

### انتخابات ۲۰۱۸
انتخابات عمومی قبلی ترکیه در ۲۴ ژوئن ۲۰۱۸ برگزار شد. این انتخابات مسبب گذار کشور از یک نظام پارلمانی به یک نظام ریاستی بود، چنان‌که رای‌دهندگان در همه‌پرسی بحث‌برانگیز قانون اساسی در سال ۲۰۱۷ با اندکی اختلاف تغییر آن را تأیید کردند. این انتخابات منجر به پیروزی رجب طیب اردوغان رئیس‌جمهور فعلی شد که از سال ۲۰۱۴ این سمت را در اختیار داشت.

## تاریخ
تاریخ برنامه‌ریزی شده برای دور اول انتخابات ۱۸ ژوئن ۲۰۲۳ تعیین شد. با این حال، سیستم انتخاباتی امکان پیشبرد تاریخ را فراهم کرد. در سال ۲۰۲۰، گمانه زنی‌هایی در مورد برگزاری انتخابات زودهنگام قبل از انتخابات عادی در سال ۲۰۲۳ وجود داشت. در آن زمان، دولت باغچهلی، رهبر شریک ائتلاف حزب حرکت ملی، این احتمالات را رد کرد. وی در بیانیه ای کتبی گفت که انتخابات قبل از سال ۲۰۲۳ برگزار نخواهد شد. وی همچنین تأیید کرد که ائتلاف فعلی بین حزب عدالت و توسعه و حزب حرکت ملی دست نخورده باقی خواهد ماند و رجب طیب اردوغان نامزد مشترک آنها برای ریاست جمهوری خواهد بود.

## نظام انتخاباتی

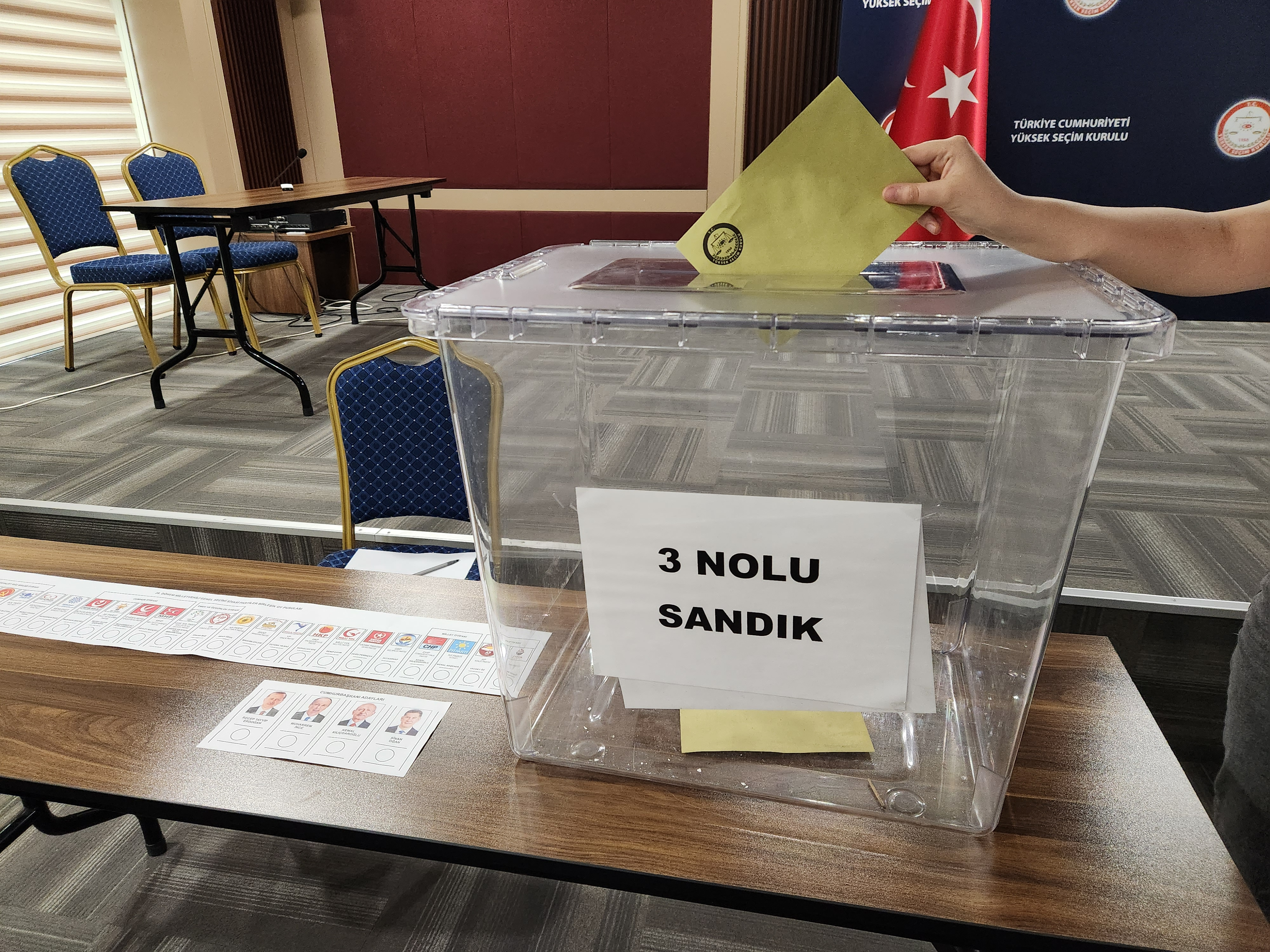
تصویری از صندوق رای گیری در انتخابات 2023 ترکیه

رئیس‌جمهور ترکیه مستقیماً از طریق سیستم دو مرحله‌ای انتخاب می‌شود که بر اساس آن کاندید مورد نظر برای انتخاب شدن باید اکثریت (بیش از ۵۰٪) از آرای مردم را به دست آورد. اگر هیچ‌یک از نامزدها اکثریت کلی را به‌طور کامل به دست نیاورد، دور دوم انتخابات بین دو نامزدی که بیشترین رای را برای دور اول داشتند برگزار می‌شود. اولین انتخابات مستقیم برای ریاست جمهوری ترکیه در سال ۲۰۱۴ برگزار شد، پس از رفراندوم سال ۲۰۰۷ که سیستم قبلی که بر اساس آن رئیس دولت توسط مجلس قانونگذاری، یعنی مجلس بزرگ ملی ترکیه انتخاب می‌گردید، لغو شد. رئیس‌جمهور ترکیه مشمول محدودیت‌های دوره‌ای است و می‌تواند حداکثر دو دوره پنج ساله در این سمت فعالیت کند. اگر انتخابات زودهنگام قبل از پایان دوره دوم برگزار شود، دوره سوم مجاز خواهد بود. انتخابات زودهنگام می‌تواند با رضایت ۶۰ درصد از نمایندگان مجلس ملی ترکیه یا با دستور رئیس‌جمهور برگزار شود. فقط انتخابات زودهنگامی که از طریق جلب موافقت مجلس ملی در دوره دوم ریاست جمهوری روی دهد می‌تواند به رئیس‌جمهور اجازه دهد تا برای دوره سوم خدمت کند.
نامزدهای احتمالی ریاست جمهوری باید حداقل ۴۰ سال سن داشته باشند و تحصیلات عالی را گذرانده باشند. هر حزب سیاسی که در انتخابات پارلمانی قبلی ۵ درصد آرا را به دست آورده باشد، می‌تواند نامزدی را معرفی کند، اگرچه احزابی که این آستانه را کسب نکرده باشند، تا زمانی که کل آرای آنها از ۵ درصد بیشتر باشد، می‌توانند ائتلاف کنند و نامزدهای مشترک را معرفی کنند. مستقل‌ها در صورت جمع‌آوری ۱۰۰۰۰۰ امضا از رای‌دهندگان می‌توانند نامزد شوند. انتخابات توسط شورای عالی انتخابات (YSK) بررسی خواهد شد.

## نامزدهای

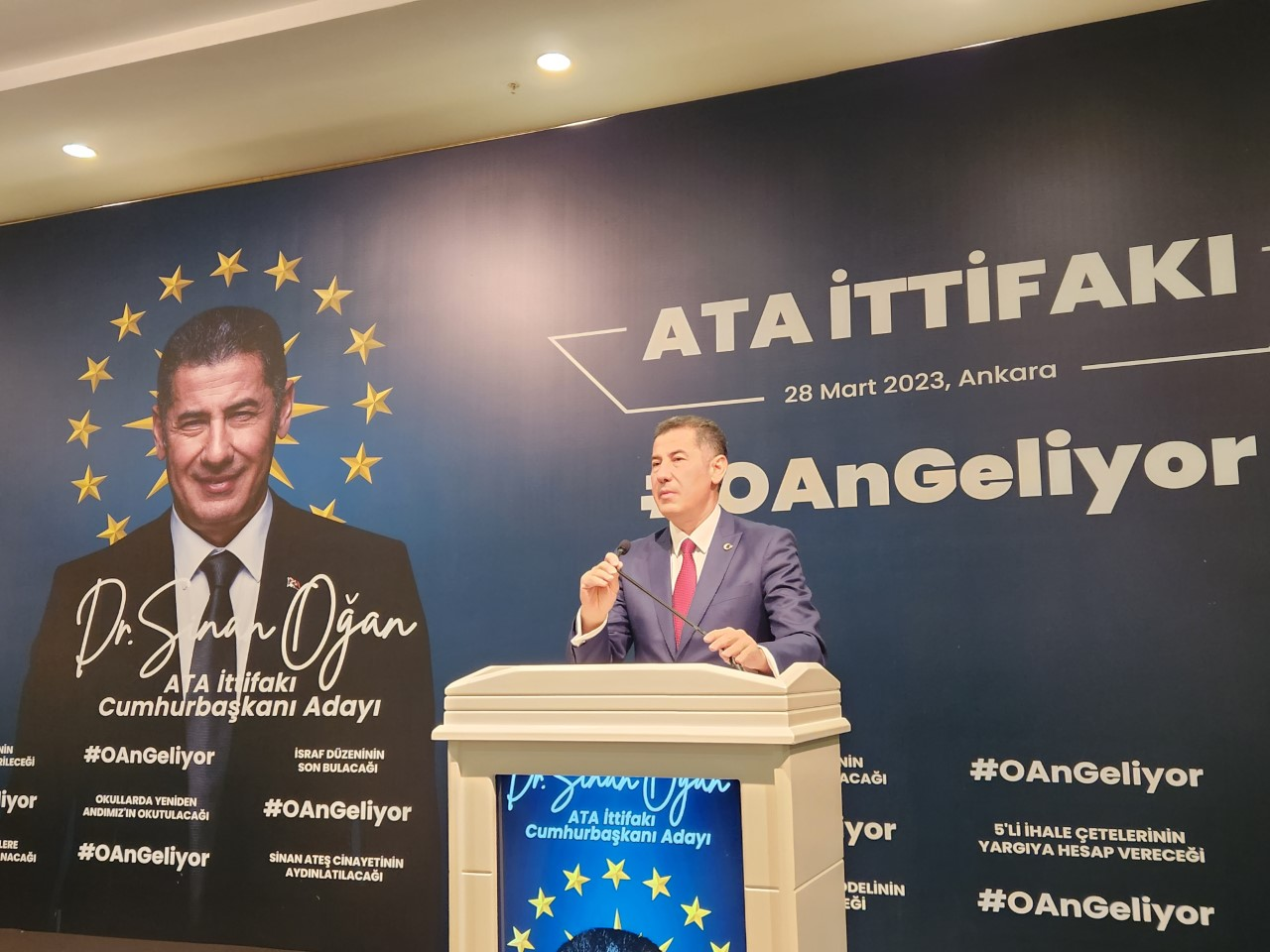
سینان اوغان کمپین خود را راه اندازی کرد

- رجب طیب اردوغان، رئیس‌جمهور فعلی ترکیه (۲۰۱۴–اکنون)،[۱۸] رهبر حزب عدالت و توسعه (AKP)
  - حمایت شده توسط: اتحاد خلق
- کمال قلیچ‌داراوغلو، رهبر حزب جمهوری خلق، رهبر اپوزیسیون.[۱۹][۲۰] او در ۶ مارس ۲۰۲۳ توسط ائتلاف مخالفان «جدول شش» نامزد اعلام شد[۲۱]
  - حمایت شده توسط: اتحاد ملت، اتحاد کار و آزادی[۲۲]
- محرم اینجه، رهبر حزب میهن، نامزد ریاست جمهوری در سال ۲۰۱۸ (انصراف داد اما اسمش بر برگه‌های رای ماند). [۲۳][۲۴] [الف]
- سنان اوغان، نماینده سابق پارلمان از حزب حرکت ملی (۲۰۱۱–۲۰۱۵) (نامزد مستقل)
  - حمایت شده توسط اتحاد اجدادی[۲۵]

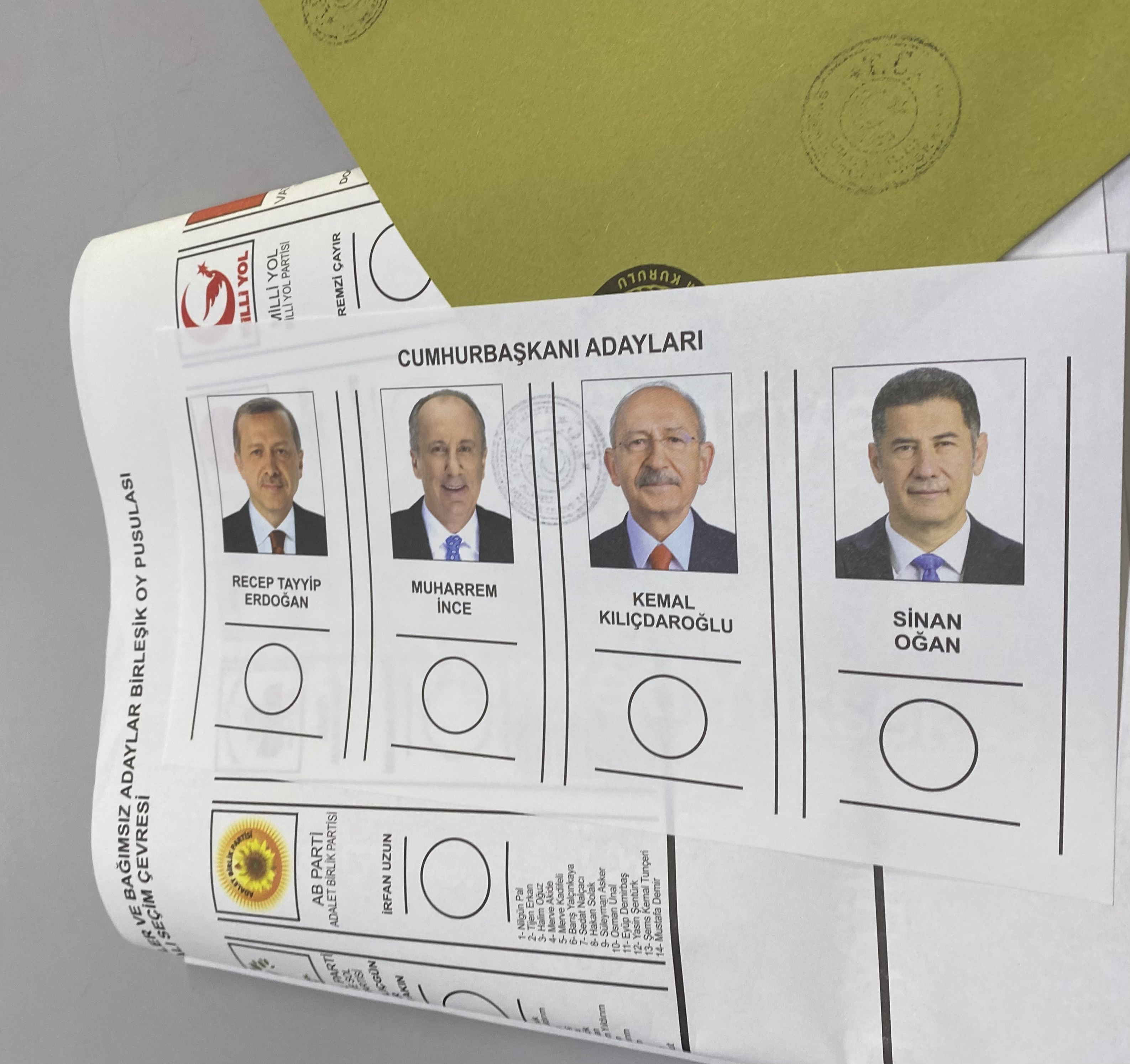
برگه رای (دور اول)

به تاریخ ۱ آوریل، پس از قرعه کشی شورای عالی انتخابات، جای چهار نامزد ریاست جمهوری در برگه رأی به شرح زیر تعیین شد:
| فهرست نامزدهای ریاست جمهوری به ترتیب درج در برگه رأی | فهرست نامزدهای ریاست جمهوری به ترتیب درج در برگه رأی | فهرست نامزدهای ریاست جمهوری به ترتیب درج در برگه رأی | فهرست نامزدهای ریاست جمهوری به ترتیب درج در برگه رأی | فهرست نامزدهای ریاست جمهوری به ترتیب درج در برگه رأی | فهرست نامزدهای ریاست جمهوری به ترتیب درج در برگه رأی | فهرست نامزدهای ریاست جمهوری به ترتیب درج در برگه رأی | فهرست نامزدهای ریاست جمهوری به ترتیب درج در برگه رأی | فهرست نامزدهای ریاست جمهوری به ترتیب درج در برگه رأی | فهرست نامزدهای ریاست جمهوری به ترتیب درج در برگه رأی | فهرست نامزدهای ریاست جمهوری به ترتیب درج در برگه رأی | فهرست نامزدهای ریاست جمهوری به ترتیب درج در برگه رأی | فهرست نامزدهای ریاست جمهوری به ترتیب درج در برگه رأی | فهرست نامزدهای ریاست جمهوری به ترتیب درج در برگه رأی | فهرست نامزدهای ریاست جمهوری به ترتیب درج در برگه رأی |
| ---------------------------------------------------- | ---------------------------------------------------- | ---------------------------------------------------- | ---------------------------------------------------- | ---------------------------------------------------- | ---------------------------------------------------- | ---------------------------------------------------- | ---------------------------------------------------- | ---------------------------------------------------- | ---------------------------------------------------- | ---------------------------------------------------- | ---------------------------------------------------- | ---------------------------------------------------- | ---------------------------------------------------- | ---------------------------------------------------- |
| ۱                                                    | ۱                                                    | ۱                                                    | ۱                                                    | ۲                                                    | ۳                                                    | ۳                                                    | ۳                                                    | ۳                                                    | ۳                                                    | ۳                                                    | ۴                                                    | ۴                                                    | ۴                                                    | ۴                                                    |
|                                                      |                                                      |                                                      |                                                      |                                                      |                                                      |                                                      |                                                      |                                                      |                                                      |                                                      |                                                      |                                                      |                                                      |                                                      |
| رجب طیب اردوغان                                      | رجب طیب اردوغان                                      | رجب طیب اردوغان                                      | رجب طیب اردوغان                                      | محرم اینجه                                           | کمال قلیچ‌داراوغلو                                    | کمال قلیچ‌داراوغلو                                    | کمال قلیچ‌داراوغلو                                    | کمال قلیچ‌داراوغلو                                    | کمال قلیچ‌داراوغلو                                    | کمال قلیچ‌داراوغلو                                    | سنان اوغان                                           | سنان اوغان                                           | سنان اوغان                                           | سنان اوغان                                           |
| ائتلاف جمهور                                         | ائتلاف جمهور                                         | ائتلاف جمهور                                         | ائتلاف جمهور                                         | ائتلاف ملت                                           | ائتلاف ملت                                           | ائتلاف ملت                                           | ائتلاف ملت                                           | ائتلاف ملت                                           | ائتلاف ملت                                           | ائتلاف اجدادی                                        | ائتلاف اجدادی                                        | ائتلاف اجدادی                                        | ائتلاف اجدادی                                        |                                                      |
|                                                      |                                                      |                                                      |                                                      |                                                      |                                                      |                                                      |                                                      |                                                      |                                                      |                                                      |                                                      |                                                      |                                                      |                                                      |
| AKP                                                  | MHP                                                  | BBP                                                  | YRP                                                  | نماینده مجلس                                         | CHP                                                  | İYİ                                                  | DEVA                                                 | GP                                                   | SP                                                   | DP                                                   | ZP                                                   | AP                                                   | ÜP                                                   | TÜİP                                                 |
| پویش                                                 | پویش                                                 | پویش                                                 | پویش                                                 | پویش                                                 | پویش                                                 | پویش                                                 | پویش                                                 | پویش                                                 | پویش                                                 | پویش                                                 | پویش                                                 | پویش                                                 | پویش                                                 | پویش                                                 |